# Grimaldiové
Grimaldiové byli původně janovský šlechtický rod, který se později stal panovnickým rodem Monaka, přičemž vláda přecházela na různé linie tohoto rodu. Některé další linie původního rodu stále žijí, ovšem vláda v Monaku přešla na jiné rody (které ovšem dále používaly jméno Grimaldi).

## Historie rodu

### VJanově do roku 1270
Za zakladatele rodu je považován Grimaldo I. Canella, mladší syn Otto Canelly, janovského konsula z roku 1133. Sám Grimaldo se stal konsulem třikrát v roce 1162, 1170 a v roce 1184, kdy také zemřel. Jeho syn Oberto je první člen rodu, který používá příjmení Grimaldi.
Během 1. křížové výpravy se Grimaldiové podíleli na růstu bohatství Janova a stali se jednou ze čtyř nejmocnějších rodin ve městě.
Během boje o investituru vedli Grimaldiové, společně s rodem Fieschi, stranu propapežskou (tzv. Guelfy, proti nim se postavily rody Doria a Spinola na straně císařské /tzv. Ghibelini/. V roce 1270 byli Guelfové vytlačeni z Janova a hledají podporu u guelfských měst kolem Nice na jižním pobřeží Francie.

### Dobytí Monaka: Legenda
Podle legendy měl François Grimaldi převlečený za františkánského mnicha v době Vánoc roku 1297, za deštivé noci zaklepat na vrata monacké pevnosti. Strážný pohlédl na návštěvníka ven, a když uviděl osamělého muže v mnišské kutně, otevřel vrata, aby ho mohl pustit dovnitř. Na to François vykřikl „S boží pomocí!“, což bylo znamenaní pro jeho muže. Malý oddíl ozbrojenců po krátkém boji pevnost ovládl. Tak se stali podle legendy Grimaldiové vládci Monaka.

### Monako vletech 1297 až 1419
Ať už Grimaldiové dobyli Monako jakkoliv, jisté je, že Francesco vládl Monaku 12 let. Po jeho smrti, neboť zemřel bezdětný, Grimaldiové postupně ztráceli a opět získávali, v důsledku válek a nestability v regionu, kontrolu nad panstvím. Až roku 1419 se Grimaldiům podařilo zavést pevný řád a ustanovit dědičnost vlády ve svém rodě.
Vládce Monaka se až do 17. století nazýval Signore di Monaco (pán Monaka), poté se titul změnil na knížecí (franc. Prince, it. Principe).

### Přechod vlády nad Monakem na jiné rody
Poslední vládce z rodu Grimaldi – Antonio Grimaldi zemřel roku 1731. Protože jeho bratr Francesco Onorato Grimaldi byl duchovním, přešla poté vláda na Antoniova vnuka, syna jeho dcery Louisy-Ippoliti, Honorého III. z dynastie Matignon. Ten byl ovšem dosud nezletilý, do jeho 13 let vládl jeho otec Jacques I. François Léonor de Goyon, hrabě de Mantignon. Ten symbolicky přijal jméno Grimaldi (někdy také Matignon-Grimaldi) pro svůj rod.
Rod Mantignon vládl v Monaku do roku 1949, kdy trůn přešel po smrti Ludvíka II. prostřednictvím jeho nelegitimní dcery Charlotty (uznána otcem 1919) na rod Polignac, který ovšem také pokračuje v tradici jména Grimaldi (Polignac-Grimaldi). Z tohoto rodu pochází současný monacký kníže Albert (vláda od roku 2005).

## Linie rodu

### Grimaldi-Monaco
Françoise vládl v Monaku v letech 1297 až 1309 a jím tato linie vymírá. Vláda přechází na jiné větve rodu.

### Grimaldi-Antibes
Tato linie se usadila v Provenci, kde získali titul pánů z Antibes a Ganes. Lambert z této větve se oženil s Claudií, dcerou Catalana Grimaldiho, který neměl mužského dědice. Vládu nad Monakem převzal Lambert a jeho dědici z linie Grimaldi-Antibes-Monako. Samotná linie vymírá v roce 1940.

#### Grimaldi-Antibes-Monaco
Vládla v Monaku v letech 1457–1731, vymřela roku 1748. Roku 1731 přechází vláda na rod Mantignon-Grimaldi, který vládne Monaku v letech 1731–1949. Rod Mantignon-Grimaldi vymírá 1949 a dědictví přechází na rod Polignac-Grimaldi, tento vládne od roku 1949 do současnosti.

#### Grimaldi-Puget
Vedlejší větev linie Grimaldi-Antibes-Monako, která se nejdříve psala jako Grimaldi-Brusca, po zisku panství Puget-Théniers (dědictví po rodové větvi Grimaldi-Boglio) v Provenci se rozdělila na větve Grimaldi-Puget a Grimaldi-Brusca. Tato linie existuje dodnes.

### Grimaldi-Boglio
Je linie, která se usadila na úpatí Savojských Alp, kde získali rozsáhlá panství. Majetek tohoto rodu tvořilo kromě panství Puget okolo dvaceti dalších panství (Beuil, Péone, Roubion, Roure, Ilonse, Marie, Bairols, Thiéry, Pierlas, Touët, Lieuche, Rigaud, Massoins, Villars, Malaussène, Tournefort, Sauze, Levens, Rimplas, Tourrette, Revest, Roquette-sur-Var, Ascros, Roquesteron a Aiglun) a někdy je označováno malým královstvím. Linie vymírá 1698.

### 2. linie Grimaldi-Monaco
Po smrti Françoise Grimaldiho se zástupci druhé větve Grimaldi-Monaco snaží udržet vládu nad Monakem, což se jim s konečnou platností povedlo 1419, avšak roku 1457 linie vymírá a vláda přechází prostřednictvím sňatku na linii Grimaldi-Antibes-Monako.

#### Linie Grimaldi-Monako-Sicily
Vedlejší větev 2. linie Grimaldi-Monako.

#### Linie Grimaldi-Genoa-Beaufort
Anglická linie rodu, kterou založil markýz Alexander Grimaldi di Belforte, který emigroval do Anglie. Vymírá 1908.

#### Linie Grimaldi-Genoa-della Pietra
Vedlejší větev 2. linie Grimaldi-Monako.

## Monačtí vládci zrodu Grimaldi

### Páni Monaka

#### Grimaldiové (1297–1301)
- François Grimaldi (1297)
- Rainier I. (1297–1301)
- V letech 1301 až 1331 panství pod kontrolou Janovské republiky.

Galerie
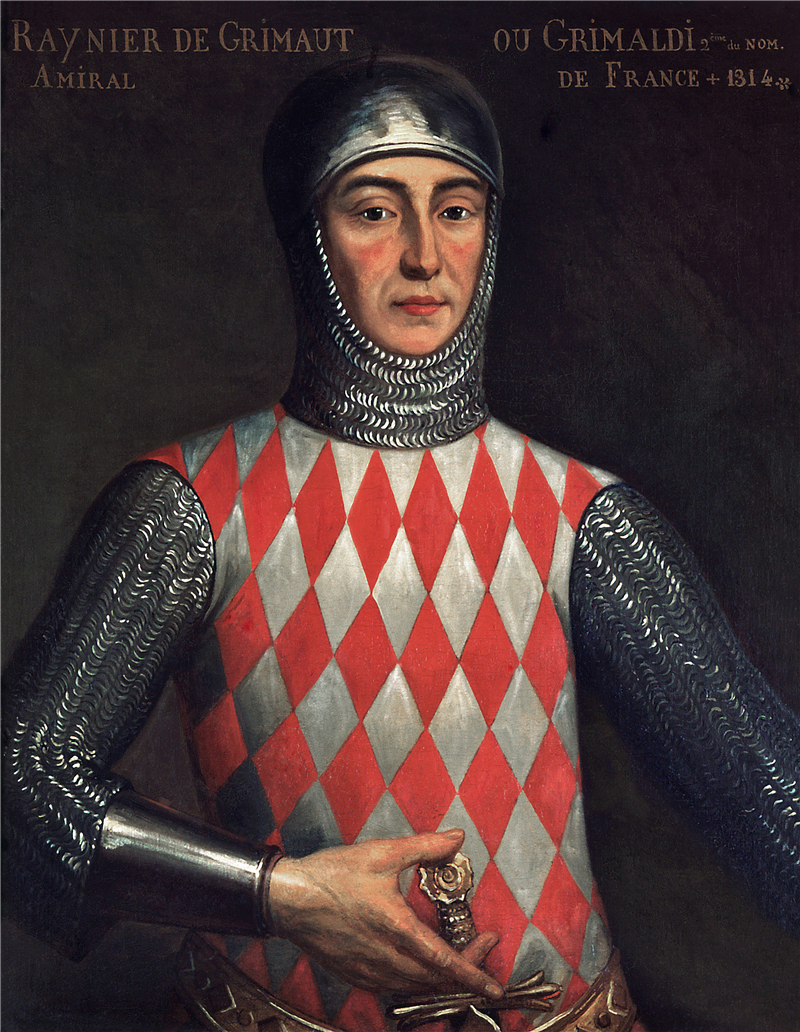
Rainier I.

#### Grimaldi-Monaco (1331–1458)
- Karel I. (1331–1357), od roku 1352 vládl společně s Rainierem II.
- Rainier II. (1352–1357), vládl společně s Karlem I.
- V letech 1357 až 1395 panství pod kontrolou Janovské republiky.
- Ludvík I. (1395), vládl společně s Janem I.
- Jan I. (1395), vládl společně s Ludvíkem
- V letech 1395 až 1397 panství pod kontrolou Janovské republiky.
- Ludvík (1397–1402)
- V letech 1402 až 1419 panství pod kontrolou Janovské republiky.
- Jan I. (1419–1454)
- Catalan (1454–1457)
- Claudie (1457–1458), manželka Lamberta

Galerie
Karel I.

#### Grimaldi-Antibes (1458–1612)
- Lambert (1458–1494)
- Jan II. (1494–1505)
- Lucien (1505–1523)
- Honoré I. (1523–1581)
- Karel II. (1581–1589)
- Hercules I. (1589–1604)
- Honoré II. (1604–1612), povýšen na knížete

Galerie
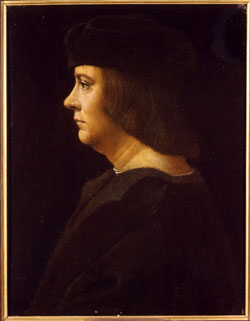
Lucien
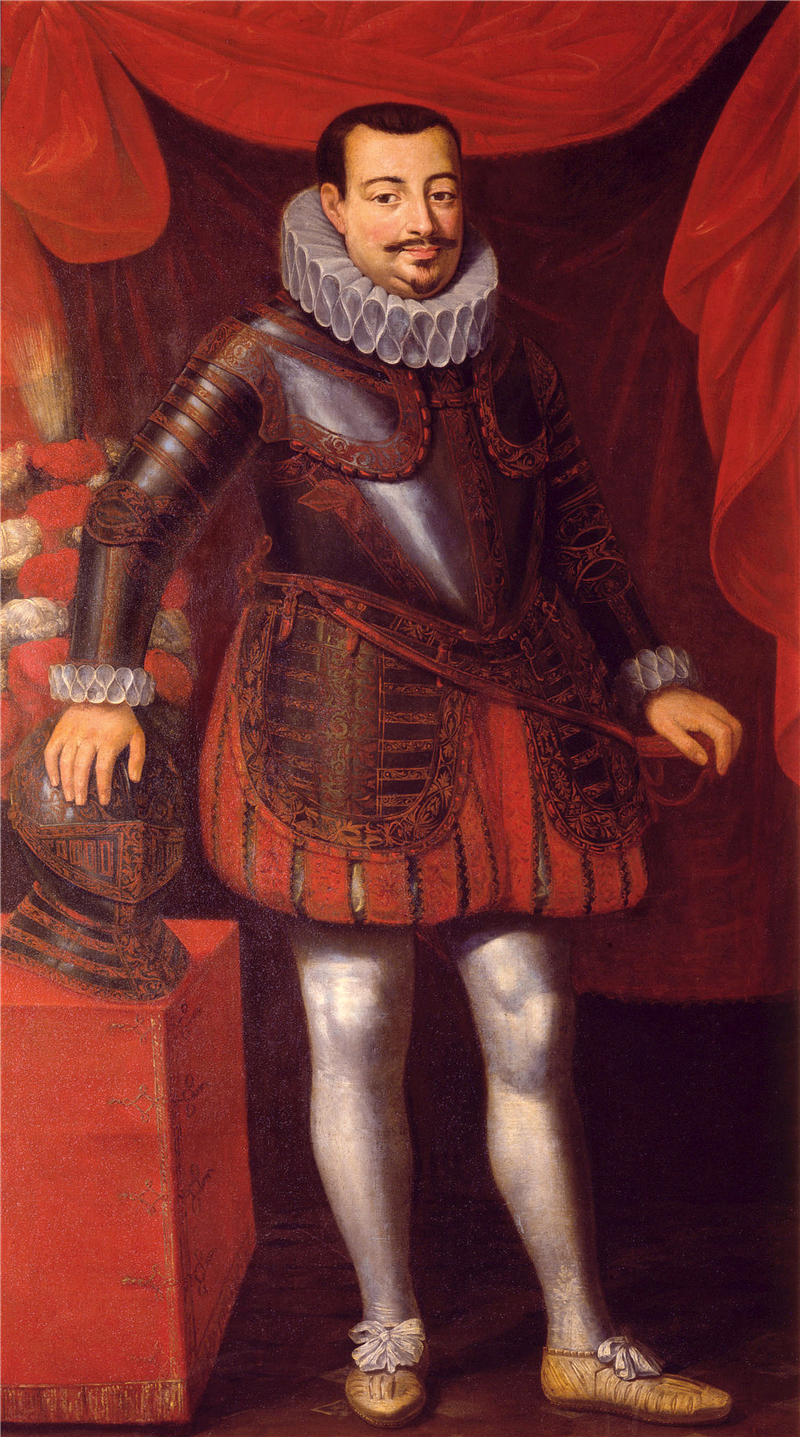
Karel II.
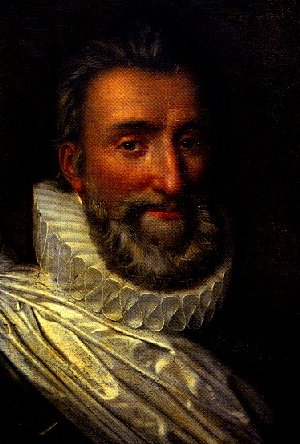
Hercules
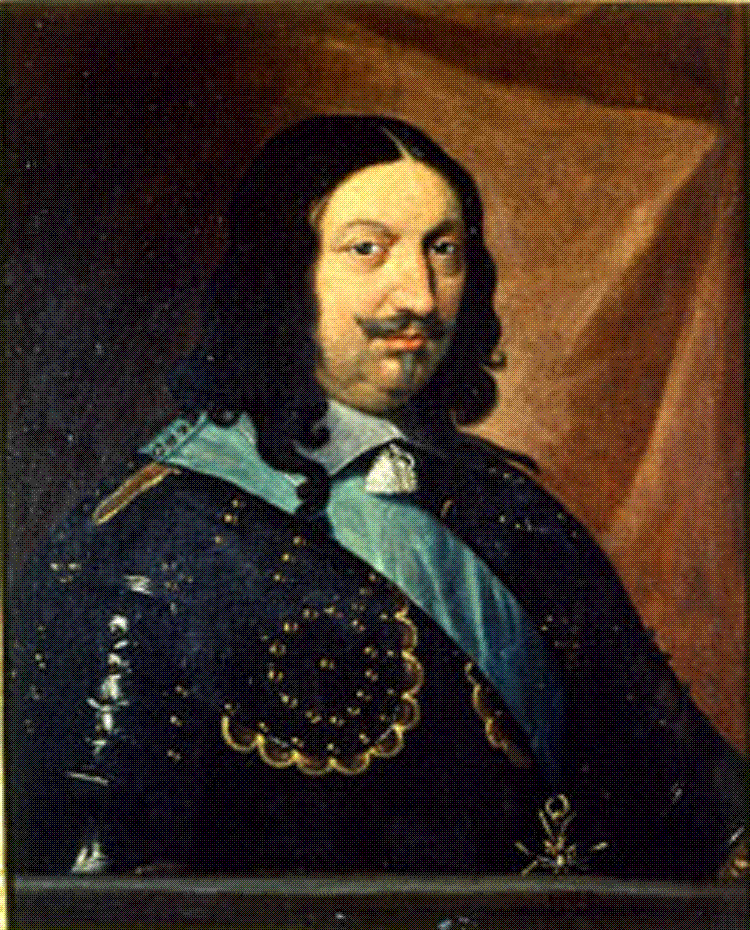
Honoré II.

### Monacká knížata

#### Grimaldi-Antibes (1612–1731)
- Honoré II. (1612–1662)
- Ludvík I. (1662–1701)
- Antonín I. (1701–1731)
- Louisa Hypolitta (1731)

Galerie
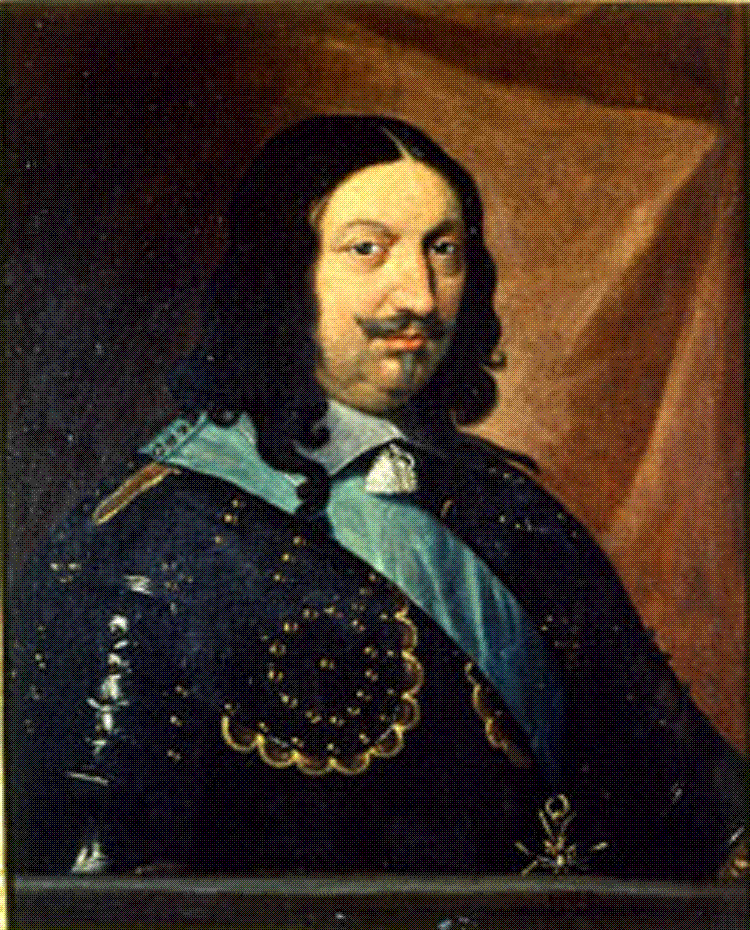
Honoré II.
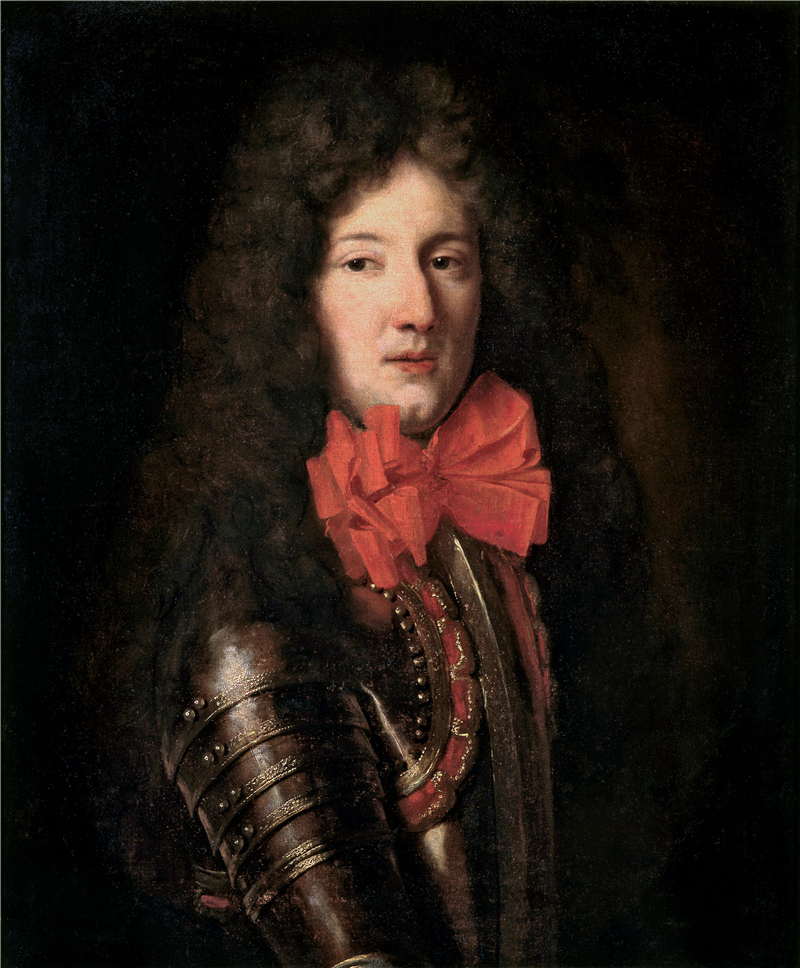
Ludvík I.
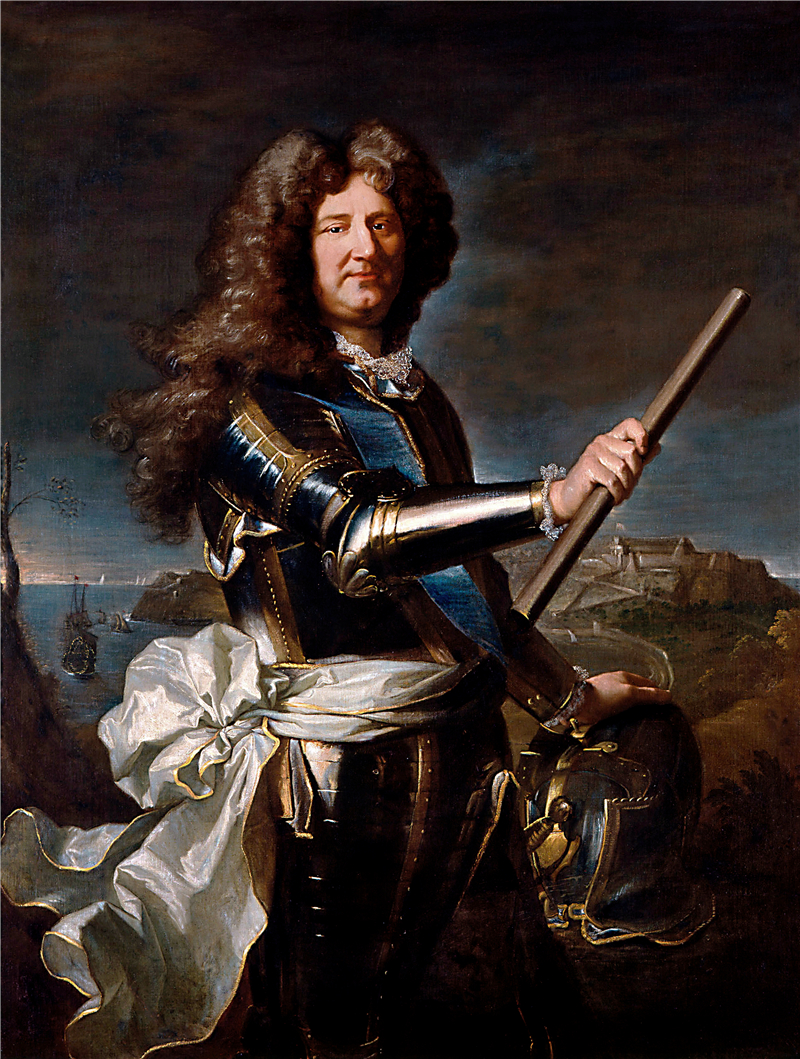
Antonín I.
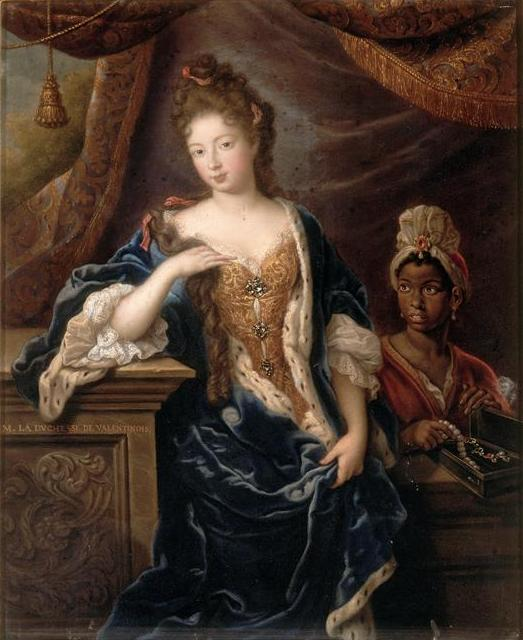
Louisa Hypolitta

#### Mantignon-Grimaldi (1731–1949)
- Jakub I. z Mantigonu (1731–1733)
- Honoré III. (1733–1793)
- V letech 1793 až 1814 knížectví pod kontrolou Francouzského císařství.
- Honoré IV. (1814–1819)
- Honoré V. (1819–1841)
- Florestan I. (1841–1856)
- Karel III. (1856–1889)
- Albert I. (1889–1922)
- Ludvík II. (1922–1949)

Galerie
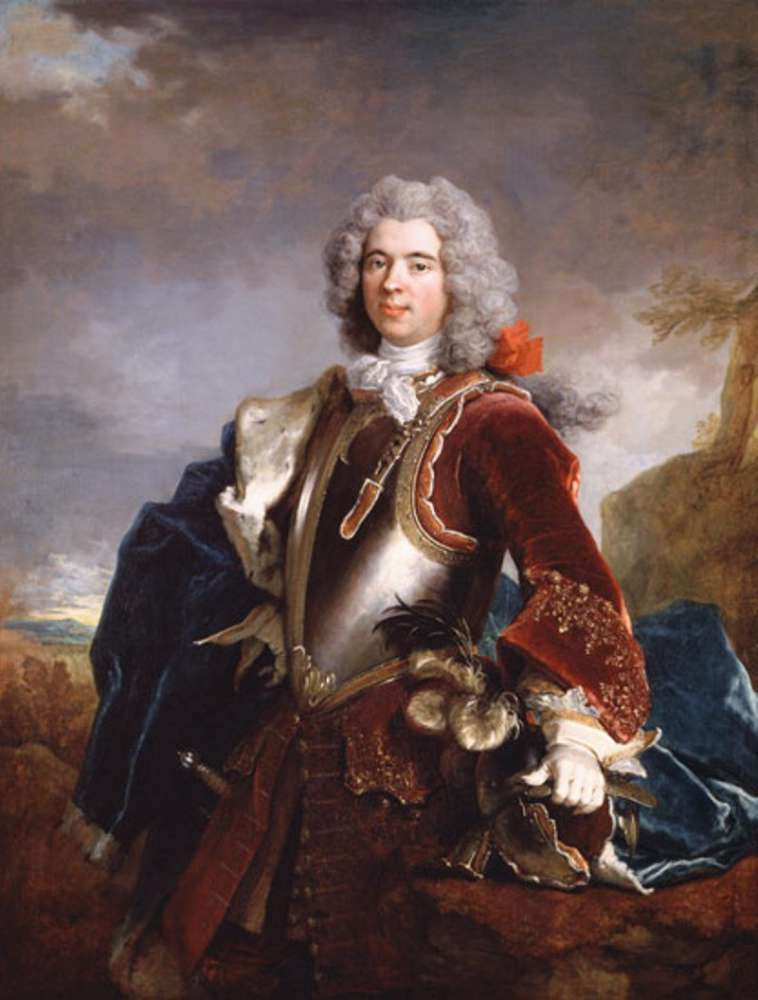
Jakub I. z Mantigonu
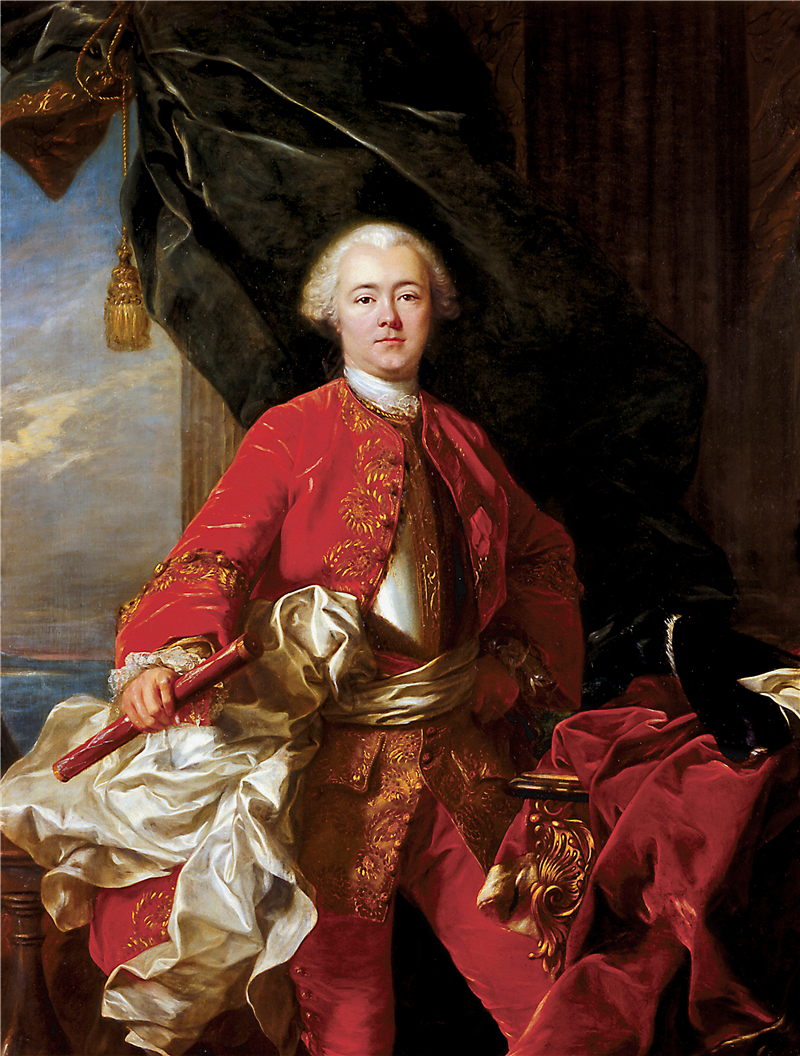
Honoré III.
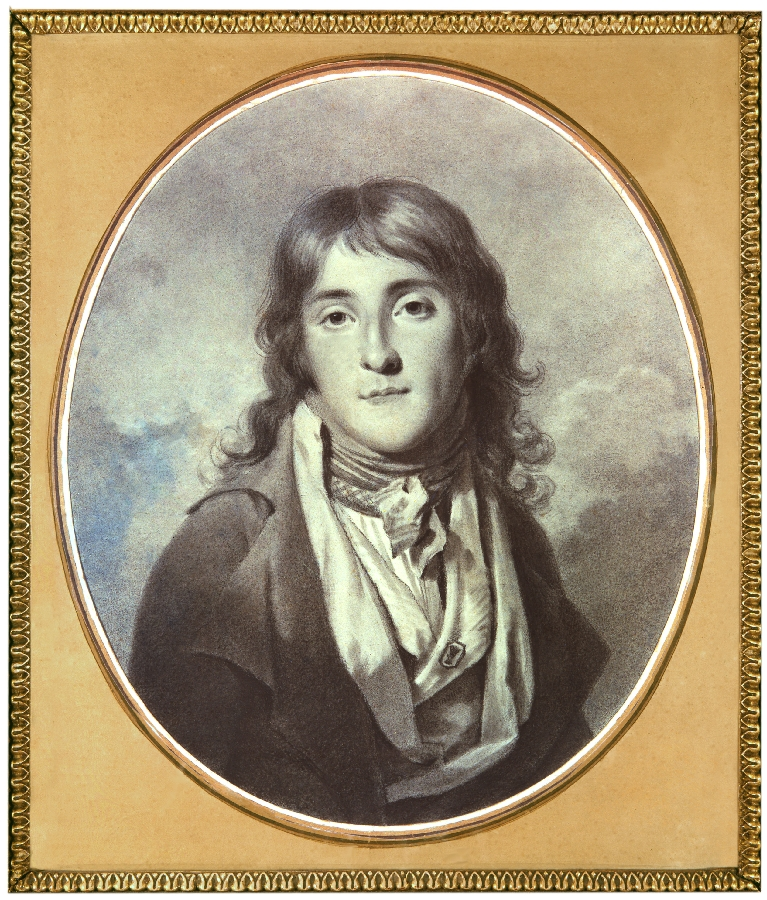
Honoré IV.
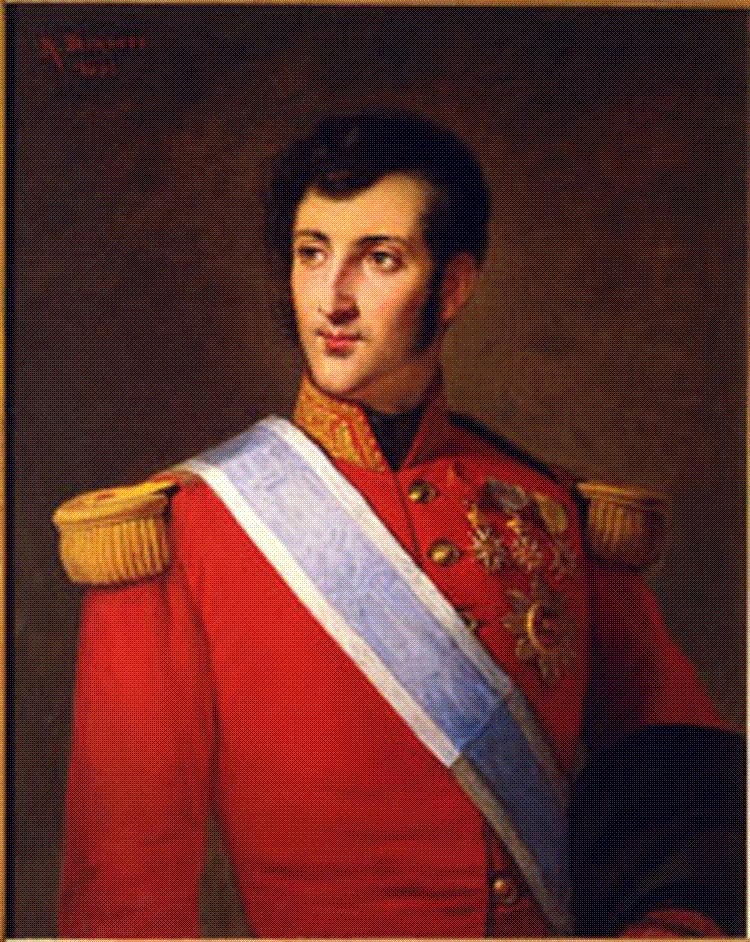
Honoré V.
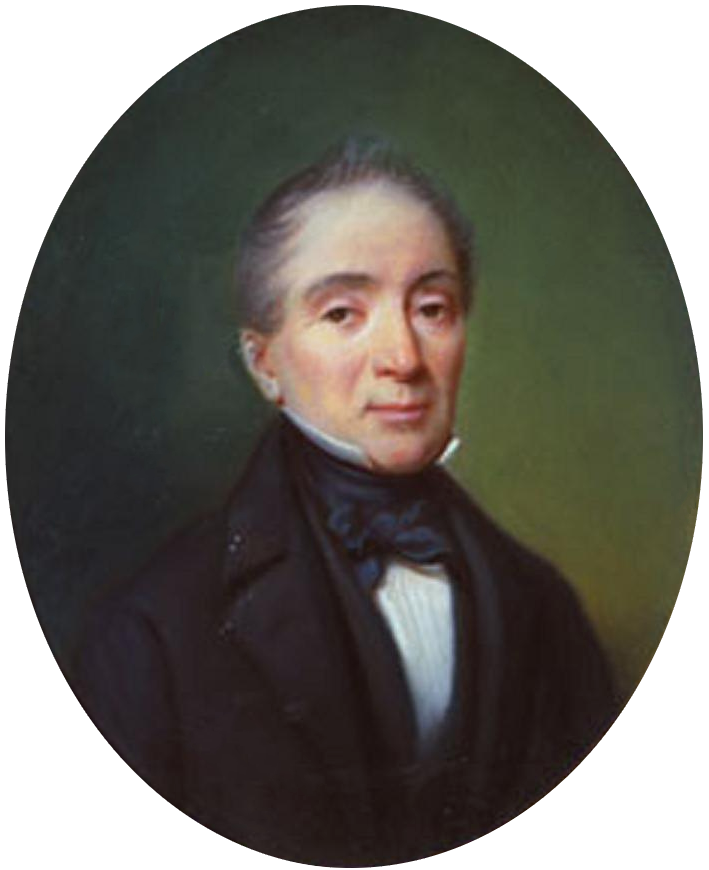
Florestan I.
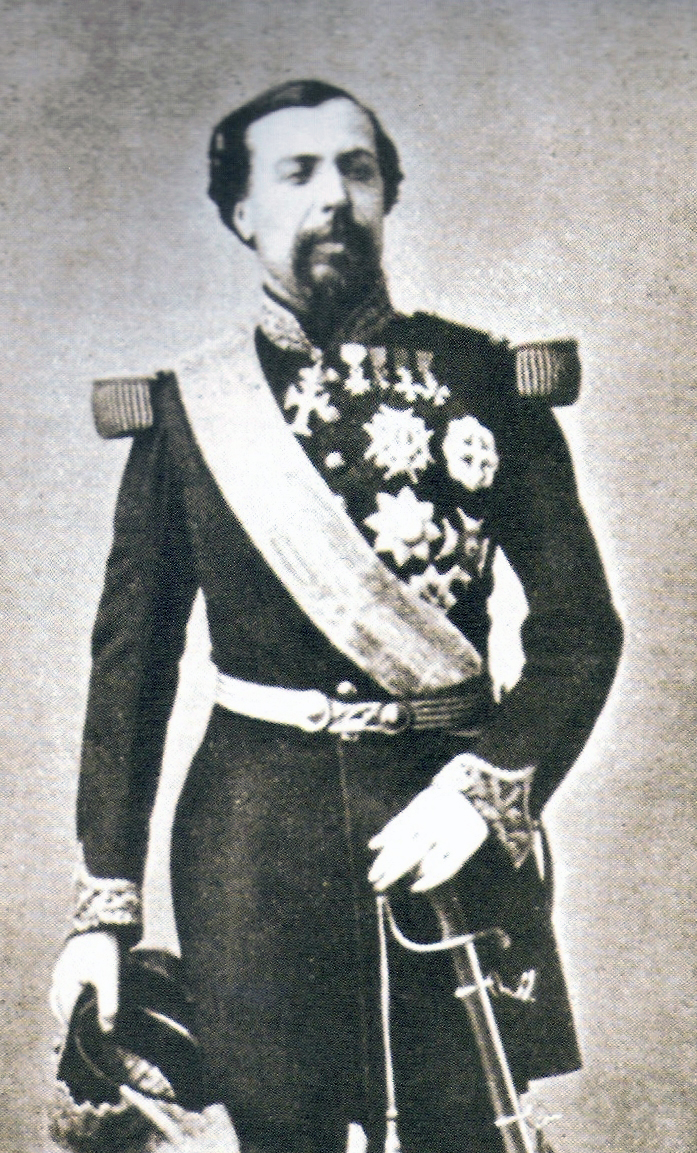
Karel III.
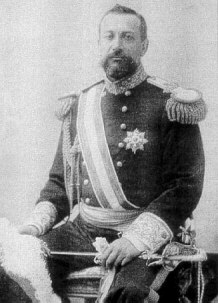
Albert I.
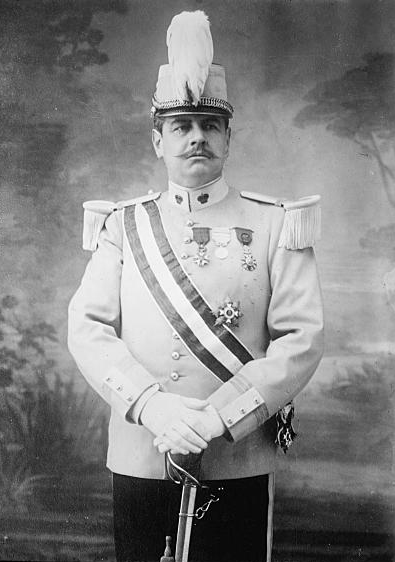
Ludvík II.

#### Polignac-Grimaldi (od 1949)
- Rainier III. (1949–2005)
- Albert II. (od 2005)

Galerie
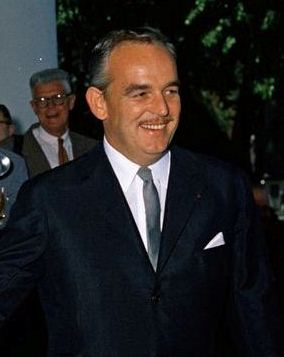
Rainier III.
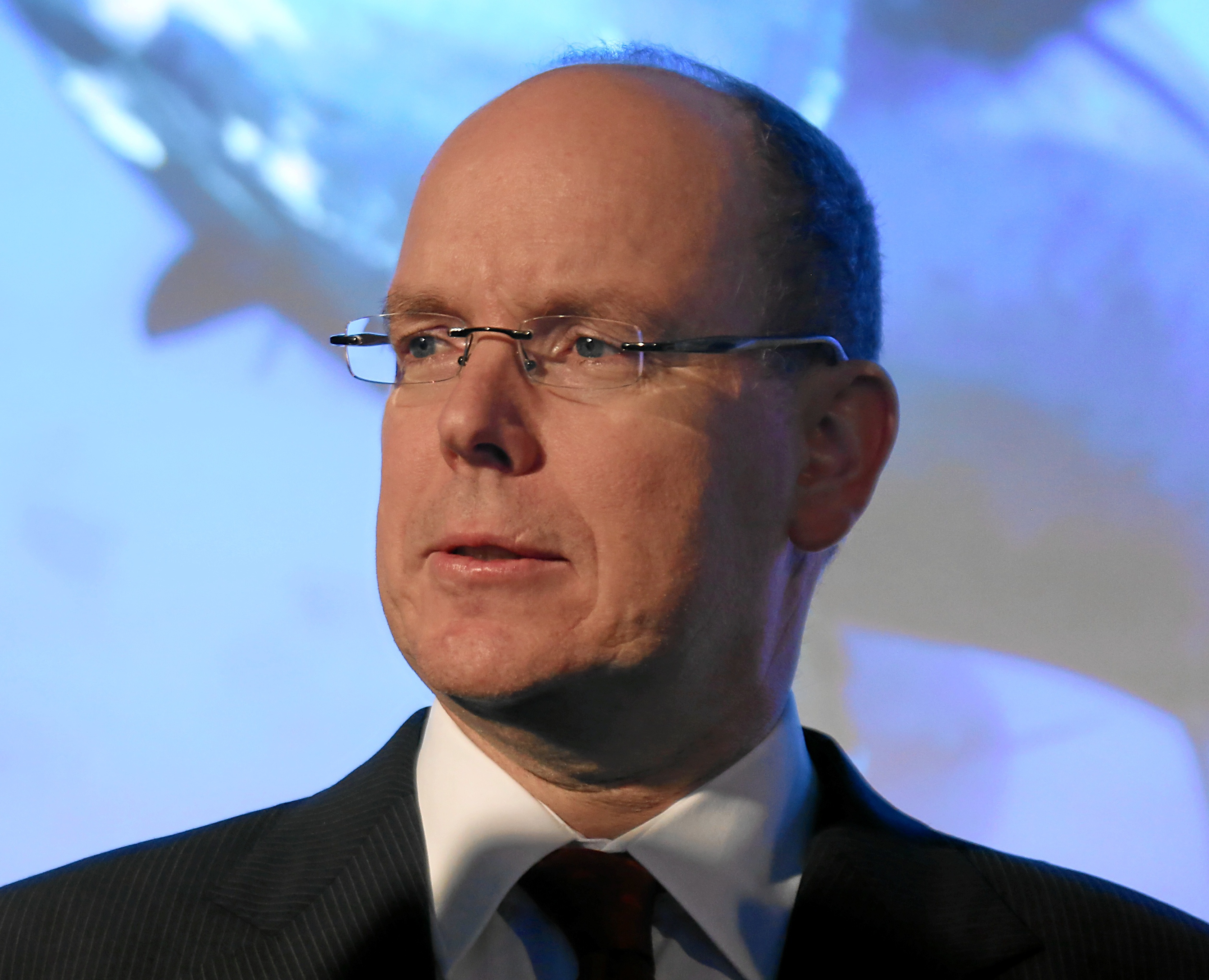
Albert II.

## Hlavní žijící členové
- Albert II. Monacký, suverénní monacký kníže, syn a nástupce Rainiera III. a Grace Kellyové
- Charlène de Monaco, monacká kněžna manželka
  - Jacques, dědičný monacký kníže, markýz z Baux, hrabě z Polignacu, syn Alberta II. a Charlène
  - Princezna Gabriella, hraběnka z Carladès, mademoiselle z Polignacu, dcera Alberta II. a Charlène
- Caroline, princezna hannoverská, mademoiselle z Polignacu, starší sestra Alberta II. a Stéphanie
  - Andrea Casiraghi, Charlotte Casiraghiová a Pierre Casiraghi, děti Caroline a jejího zesnulého manžela Stefana Casiraghiho
  - Princezna Alexandra Hannoverská, dcera Caroline a jejího současného manžela Arnošta Augusta, prince hannoverského
- Princezna Stéphanie Monacká, mademoiselle z Polignacu, mladší sestra Alberta II. a Caroline
  - Louis Robert Paul Ducruet, Pauline Grace Maguy Ducruetová a Camille Marie Kelly Gottliebová, děti Stéphanie
- Christian Louis de Massy, bratranec Alberta II., čtyřikrát ženatý a s potomky